# Tratatul de la Ankara, 1921
Tratatul de la Ankara (cunoscut și ca Acordul de la Ankara, Acordul Franklin-Bouillon ; Acordul franco-turc de la , în limba turcă: Ankara Anlașması) a fost semnat pe 20 octombrie 1921 între Franța și Marea Adunare Națională a Turciei
Din partea franceză a semnat Henry Franklin-Bouillon, iar din partea turcă  Iusuf Kemal Bei, ministrul dene. Prin semnarea acestui tratat, partea franceză accepta încetarea conflictului armat cunoscut ca Războiul din Cilicia. Prin acest tratat nu se punea capăt prezenței în alte regiuni ale Turciei a unităților militare franceze. În schimbul încetării acțiunilor militare, francezii primeau anumite avantaje economice. Turcii recunoșteau de jure ocupația de facto a francezilor în Siria. Tratatul a fost înregistrat în “Seria Tratatelor Ligii Națiunilor” pe 30 august 1926
Acest tratat anula toate pretențiile franceze asupra teritoriilor turce, iar prevederile sale au fost recunoscute official în cadrul Armistițiului de la Mudanya.